# Lac Ostrander
Le lac Ostrander (en anglais : Ostrander Lake) est un lac américain dans le comté de Mariposa, en Californie. Il est situé à 2 591 mètres d'altitude au sein de la Yosemite Wilderness, dans le parc national de Yosemite.
Sur les bords du lac se tient l'Ostrander Lake Ski Hut, un refuge de montagne créé en 1941 et inscrit au Registre national des lieux historiques depuis le 18 juillet 2014.